# Klemen Pucko
Klemen Pucko (27 gennaio 1996) è un calciatore sloveno, difensore del NŠ Mura.

## Caratteristiche tecniche
È un terzino sinistro.

## Carriera
Inizia a giocare a calcio nel settore giovanile del NŠ Mura, che nel 2011 lo cede al Maribor. Dopo aver trascorso alcuni anni con l'Aluminij, nel 2016 torna al NŠ Mura, impegnato nella terza divisione slovena.
Il 18 luglio 2019 esordisce nelle competizioni europee in NŠ Mura-Maccabi Haifa (2-3), incontro preliminare valido per l'accesso alla fase a gironi di UEFA Europa League. Il 22 maggio 2021 vince il campionato sloveno, il primo nella storia del NŠ Mura. Il 5 dicembre 2022 rinnova il proprio contratto fino al 2025.

## Statistiche

### Presenze e reti nei club
Statistiche aggiornate all'11 febbraio 2023.
| Stagione        | Squadra         | Campionato      | Campionato | Campionato | Coppe nazionali | Coppe nazionali | Coppe nazionali | Coppe continentali | Coppe continentali | Coppe continentali | Altre coppe | Altre coppe | Altre coppe | Totale | Totale |
| Stagione        | Squadra         | Comp            | Pres       | Reti       | Comp            | Pres            | Reti            | Comp               | Pres               | Reti               | Comp        | Pres        | Reti        | Pres   | Reti   |
| --------------- | --------------- | --------------- | ---------- | ---------- | --------------- | --------------- | --------------- | ------------------ | ------------------ | ------------------ | ----------- | ----------- | ----------- | ------ | ------ |
| gen.-giu. 2016  | NŠ Mura         | 3.SNL           | 11         | 1          | CS              | -               | -               | -                  | -                  | -                  | -           | -           | -           | 11     | 1      |
| 2016-2017       | NŠ Mura         | 3.SNL           | 25         | 0          | CS              | 0               | 0               | -                  | -                  | -                  | -           | -           | -           | 25     | 0      |
| 2017-2018       | NŠ Mura         | 2.SNL           | 21         | 1          | CS              | 4               | 0               | -                  | -                  | -                  | -           | -           | -           | 25     | 1      |
| 2018-2019       | NŠ Mura         | 1.SNL           | 8          | 1          | CS              | 3               | 0               | -                  | -                  | -                  | -           | -           | -           | 11     | 1      |
| 2019-2020       | NŠ Mura         | 1.SNL           | 19         | 0          | CS              | 3               | 0               | UEL                | 1                  | 0                  | -           | -           | -           | 23     | 0      |
| 2020-2021       | NŠ Mura         | 1.SNL           | 15         | 0          | CS              | 0               | 0               | UEL                | 0                  | 0                  | -           | -           | -           | 15     | 0      |
| 2021-2022       | NŠ Mura         | 1.SNL           | 32         | 0          | CS              | 1               | 0               | UCL+UEL+UECL       | 4+3+5              | 0                  | -           | -           | -           | 45     | 0      |
| 2022-2023       | NŠ Mura         | 1.SNL           | 18         | 0          | CS              | 2               | 0               | UECL               | 4                  | 0                  | -           | -           | -           | 24     | 0      |
| Totale NŠ Mura  | Totale NŠ Mura  | Totale NŠ Mura  | 149        | 3          |                 | 13              | 0               |                    | 17                 | 0                  |             | -           | -           | 179    | 3      |
| Totale carriera | Totale carriera | Totale carriera | 149        | 3          |                 | 13              | 0               |                    | 17                 | 0                  |             | -           | -           | 179    | 3      |

## Palmarès

### Club

#### Competizioni nazionali
- Druga slovenska nogometna liga: 1

NŠ Mura: 2017-2018
- Coppa di Slovenia: 1

NŠ Mura: 2019-2020
- Campionato sloveno: 1

NŠ Mura: 2020-2021